# Kernkamp
Kernkamp is een oorspronkelijk uit Menslage in Nedersaksen afkomstig geslacht dat in Nederland juristen, historici en kunstenaars voortbracht.

## Geschiedenis
De stamreeks begint met Arend Kernkamp die postuum wordt vermeld als vader van drie kinderen die rond 1615 geboren werden en in Menslage woonden. Vanaf het derde kwart van de 18e eeuw dreven leden van de familie handel op Noord Holland. Pas vanaf midden 19e eeuw vestigden enkele leden van deze familie zich permanent in Nederland, met name in Edam en Hoorn.

## Enkele telgen
Tak Edam
- Prof. mr. dr. Willem Jan Arend Kernkamp (1899-1956), jurist, minister
- Anna Catharina Kernkamp-Schenck (1868-1947), kunstschilderes

Tak Hoorn
- Prof. dr. Gerhard Wilhelm Kernkamp (1864-1943), historicus, journalist
- Prof. dr. Johannes Hermann Kernkamp (1904-1980), historicus, bibliothecaris
- Mr. Gerhard Wilhelm Kernkamp (1911-1990), jurist, sportbestuurder
- Elice Kernkamp (1948), kunstschilderes